# Regierungsbezirk Heppenheim
Der Regierungsbezirk Heppenheim war zwischen 1848 und 1852 ein Regierungsbezirk im Großherzogtum Hessen mit Sitz in Heppenheim.

## Geschichte
Die Revolution von 1848 im Großherzogtum Hessen führte auch zu einer Verwaltungsreform, weil die bis dahin bestehenden mittleren Verwaltungsebenen, Kreis und Provinz, von den Bürgern als Instrumente staatlicher Unterdrückung wahrgenommen wurden. Diese beiden Verwaltungsebenen wurden abgeschafft und durch zehn Regierungsbezirke (ab 1850: elf) ersetzt. Die neue Struktur trat zum 21. August 1848 in Kraft.
Der Regierungsbezirk Heppenheim war einer von vier Regierungsbezirken im Bereich der ehemaligen Provinz Starkenburg. Er wurde aus den beiden Kreisen Bensheim und Heppenheim gebildet.
Nach dem Sieg der Reaktion wurde der Regierungsbezirk Heppenheim 1852 wieder in die zuvor aufgelösten Kreise Bensheim und Heppenheim geteilt, die Gemeinden des Landgerichtsbezirks Fürth allerdings dem Kreis Lindenfels zugeschlagen.

## Regierungskommission
Die Regierungskommission des Regierungsbezirks Heppenheim bildeten:
- Vorsitzende:
  - Christian Prinz, zuletzt Kreisrat des Kreises Gießen und Provinzialkommissar der Provinz Oberhessen übernahm das Amt zunächst. Christian Prinz wurde am 24. Mai 1849 bei dem Versuch, eine Versammlung aufzulösen, angeschossen (Ober-Laudenbacher Gefecht) und starb.
  - Karl Schmitt übernahm das Amt am 20. August 1849.[7] Bereits 1850 wechselte er in gleicher Funktion zum Regierungsbezirk Worms.[8]
  - 1850 folgte ihm Peter Camesasca.[9]
- Eduard Ernst App, zuletzt Kreisrat des Kreises Biedenkopf
- Karl Ludwig Heinrich Zimmermann, zuletzt Kreisrat des Kreises Vöhl und vorübergehend im Innenministerium (ab 1850)[10]
- Maximilian von Preuschen von und zu Liebenstein, zuletzt Kreissekretär des Kreises Mainz
- Egid Joseph Carl von Rüding, zuletzt Kreissekretär des Kreises Dieburg